# Jacky Durand

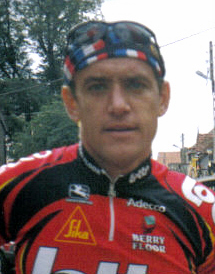
Jacky Durand

Jacky Durand (* 10. Februar 1967 in Laval, Département Mayenne) ist ein ehemaliger französischer Radprofi und nationaler Meister im Radsport. Bekannt wurde er durch seine langen Soloattacken. Bezeichnend für seine Rennphilosophie war sein Ausspruch: 

„Ich habe kein Problem damit zu verlieren, aber ich hasse es zu verlieren, ohne es versucht zu haben.“

## Karriere

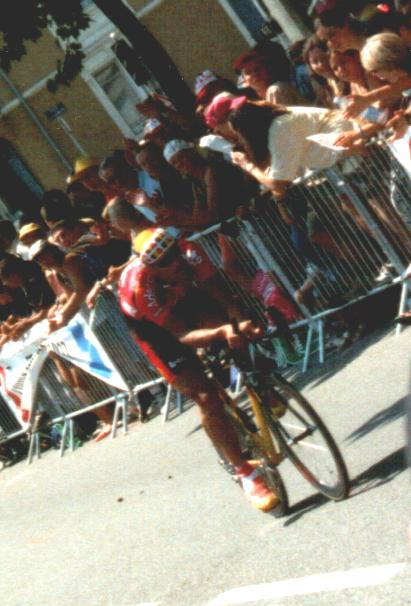
Einzelzeitfahren Freiburg–Mulhouse, Tour de France 2000

Als Amateur gewann Durand die französische Meisterschaft im Mannschaftszeitfahren mit dem Team der Île-de-France. Jacky Durand wurde 1990 professioneller Radsportler bei Team Castorama, bei dem er bis 1995 aktiv war. Am 5. April 1992 gewann er die Flandern-Rundfahrt nach einer 217 km langen Solofahrt. 1993 und 1994 wurde er französischer Straßenmeister. 1994 konnte er die zehnte Etappe der Tour de France für sich entscheiden. 1995 trug Durand nach seinem Sieg im Prolog zwei Tage lang das gelbe Trikot.
1996 wechselte er ins Team Agrigel-La Creuse-Fenioux, bei dem er ein Jahr lang fuhr. 1997 ging er zum Team Casino. In Montauban gewann er ein Jahr später die achte Etappe der Tour de France und gewann den Preis für den aggressivsten Fahrer. Im gleichen Jahr entschied er als erster Franzose seit 42 Jahren das Rennen Paris–Tours für sich. Bei diesem Rennen hatte er sich 23 Kilometer vor dem Ziel aus einer zehnköpfigen Spitzengruppe gelöst und siegte dann gegen Mirco Gualdi im Sprint.
1999 wechselte er zum belgischen Team Lotto-Mobistar. Bei der Tour de France in diesem Jahr stürzte er auf der zweiten Etappe und wurde fast von einem Servicefahrzeug überfahren. Dennoch kämpfte er weiter und wurde erneut mit dem Preis für den aggressivsten Fahrer prämiert, dem „Cœur de Lion“. Aufgrund seines Sturzes wurde er jedoch Letzter der Gesamtwertung. Später bestätigte er, dass er absichtlich und aktiv den letzten Platz belegen wollte. Er begründete dies so: „Es ist besser, Letzter zu werden als Vorletzter. Die Presse ist immer am Letzten interessiert.“ Bei der Vuelta a España im selben Jahr trug er zwei Tage das gelbe Trikot.
2001 wurde er Teil des Teams La Française des Jeux und siegte er im Rennen Tartu Rattaralli. Er beendete seine Karriere im Jahr 2005.

## Doping
1996 wurde Jacky Durand wegen wiederholten Dopings mit Anabolika für acht Monate gesperrt. Laut einem Untersuchungsbericht des französischen Senats vom Juli 2013 gehört Durand zu den nachträglich überführten Fahrern, die bei der Tour de France 1998 mit EPO gedopt waren. Der Bericht berief sich auf Ergebnisse anonymisierter, jedoch zuordenbarer EPO-Nachtests.